# Türkmenhacı
Türkmenhacı ist ein ehemaliges Dorf im Landkreis Bismil der türkischen Provinz Diyarbakır. Türkmenhacı liegt etwa 58 km südöstlich der Provinzhauptstadt Diyarbakır und 6 km südwestlich von Bismil. Türkmenhacı hatte laut der letzten Volkszählung 758 Einwohner (2014). Seit einer Gebietsreform 2014 ist der Ort ein Ortsteil der Kreisstadt Bismil.
Die Bevölkerung besteht hauptsächlich aus alevitischen Türken. Türkmenhacı ist neben Aralık, Bakacak, Eliaçık, Karamusa, Köseli, Recep und Ulutürk eines der wenigen von Türken besiedelten Dörfer in der Provinz Diyarbakır. Der Name des Dorfes bedeutet turkmenischer Hāddsch.
Seit Jahrhunderten sind die Haupteinnahmequellen traditionell der Ackerbau und die Tierhaltung. Viele Personen verließen wegen Mangel an Arbeitsplätzen das Dorf und ließen sich in Istanbul, Diyarbakır oder Bismil nieder.